# 苏州园林博物馆

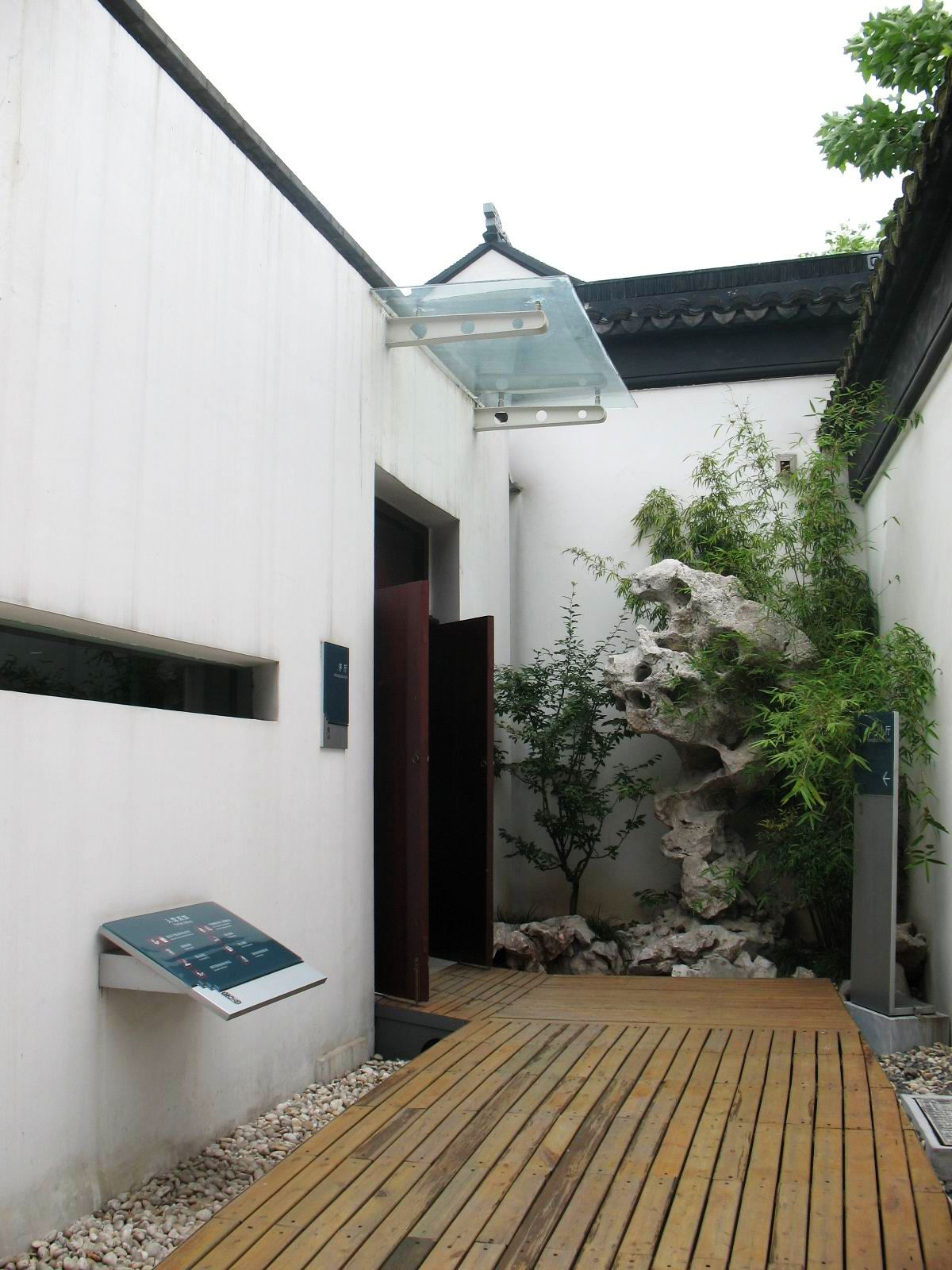
苏州园林博物馆新馆的主入口

苏州园林博物馆位于江苏苏州市东北街202号，是中国第一座展现园林文化的专题博物馆，始建于1992年，馆址为原拙政园的住宅部分。2007年建成新馆，占地面积3205平方米，建筑面积3390平方米，新旧两馆同时使用。该馆展览以苏州历代名园为例，集中展现了园林的丰厚内涵和艺术魅力，此外，该馆在园林资料、实物收藏和研究方面也发挥着重要作用。

## 展厅
旧馆设有“园原”、“园史”、“园趣”、“园冶”四个展厅，按原有的四进厅堂布置，“园原”部分展示苏州古典园林的渊源，以及其之所以兴盛的自然和人文条件；“园史”部分展示其发展历程；“园趣”部分展示现有的名园风采；“园冶”部分则剖析其造园要素和造园艺术。新馆则设有园林历史、园林艺术、园林文化和园林传承四个展厅，其展示主题与旧馆较为类似。

## 建筑改造
在旧馆的建设中即显示了新的布局、参观流线和展示方式与需要保留的古建筑内部环境的融合，在新馆的建设中，依然维持这一原则不变，玻璃幕墙和白砖墙等新材料被大量使用，使新建建筑的形式得到消解，并与老建筑得以协调。